# 1937 na música

## Música popular
- Sílvio Caldas: "Chão de Estrelas", com parceria de Orestes Barbosa, e "As Pastorinhas", de Braguinha
- Patrício Teixeira: Não tenho lágrimas, de Max Bulhões e Milton de Oliveira
- Carmen Miranda: Me dá me dá
- Ciro Monteiro: Se acaso você chegasse, de Lupicínio Rodrigues e Felisberto Martins
- Trio de Ouro: Itaquari e Ceci e Peri, de Príncipe Pretinho
- Orlando Silva: Carinhoso e Rosa, de Pixinguinha, com letras de João de Barro
- Alvarenga & Ranchinho: Violeiro Triste

## Nascimentos
| Data            | Nome               | Profissão           | Nacionalidade  | Observações | Ref |
| --------------- | ------------------ | ------------------- | -------------- | ----------- | --- |
| 21 de janeiro   | Núbia Lafayete     | cantora             | Brasil         | m. 2007     |     |
| 31 de janeiro   | Philip Glass       | compositor          | Estados Unidos |             |     |
| 10 de fevereiro | Roberta Flack      | cantora e pianista  | Estados Unidos | m. 2025     |     |
| 11 de fevereiro | Simone de Oliveira | cantora e actriz    | Portugal       |             |     |
| 20 de março     | Jerry Reed         | cantor e ator       | Estados Unidos | m. 2008     |     |
| 9 de maio       | Dave Prater        | cantor              | Estados Unidos |             |     |
| 23 de junho     | Elza Soares        | cantora             | Brasil         | m. 2022     |     |
| 6 de agosto     | Baden Powell       | músico              | Brasil         | m. 2000     |     |
| 13 de agosto    | Ada de Castro      | actriz e fadista    | Portugal       |             |     |
| 27 de agosto    | Alice Coltrane     | pianista            | Estados Unidos | m. 2007     |     |
| 6 de setembro   | Guilherme Araújo   | produtor musical    | Brasil         | m. 2007     |     |
| 31 de outubro   | Claudette Soares   | cantora             | Brasil         |             |     |
| 30 de novembro  | Luther Ingram      | cantor e compositor | Estados Unidos | m. 2007     |     |

## Mortes
| Data           | Nome            | Profissão  | Nacionalidade  | Observações | Ref |
| -------------- | --------------- | ---------- | -------------- | ----------- | --- |
| 4 de maio      | Noel Rosa       | compositor | Brasil         | n. 1910     |     |
| 11 de julho    | George Gershwin | compositor | Estados Unidos | n. 1898     |     |
| 28 de dezembro | Maurice Ravel   | compositor | França         | n. 1875     |     |